# Louis Pache
Louis Pache, né le 28 août 1896 à Vallorcine (Haute-Savoie) et mort le 22 décembre 1972 à Chamonix, est un ancien guide de haute montagne de la Compagnie des guides de Chamonix.
En 1940, sous l'impulsion du Père André Payot, Louis Pache, connaissant parfaitement les sentiers environnants et la montagne, fait passer en Suisse des dizaines de Juifs, résistants et opposants au régime par des chemins détournés échappant ainsi aux traques nazies, à la police de Vichy et à la déportation.
À l'automne 1942, de nombreux juifs souhaitant échapper aux traques nazies tentèrent de franchir les crêtes des Alpes menant en Valais en Suisse avant d'être arrêtés et refoulés à la frontière. Le Père André Payot met au point un itinéraire vers le Valais avec Louis et Franceline Pache. Arrêté, il passe un mois emprisonné pour aide aux passages clandestins avant d'être relâché.
En 1979, Louis Pache est reconnu « Juste parmi les nations » pour ses actes héroïques durant la Seconde Guerre mondiale et pour avoir aidé et sauvé plusieurs dizaines de Juifs clandestins en détresse.